# Miluše Poupětová
Miluše Poupětová (n. 22 iulie 1963, Vlašim, Republica Socialistă Cehă, Cehoslovacia) este o artistă cehă. Ea lucrează independent în studioul său din Vlašim și, de asemenea, predă studenților de arte aplicate de la VOŠUP SUPŠ (în cehă Vyšší odborná škola uměleckoprůmyslová, Colegiul și Școala Gimnazială de Artă Industrială) din Piața Žižkov din cartierul Praga 3. Picturile sale se bazează pe expresionism și pictura monumentală și includ elemente abstracte, precum și figurative. Picturile sale urmăresc o călătorie individuală către sine, fiind inspirate atât de experiența fizică a propriei feminități, cât și de filosofia orientală, creștină și psihanalitică. Expresivitatea inițială, încordată și sumbră a operelor sale artistice timpurii a fost înlocuită treptat cu culori mai strălucitoare, compoziții mai bine gândite, mai multă armonie și un punct de vedere mai detașat.

## Studii și activitate
Ea a absolvit Liceul de Arte Industriale din Praga (specialitatea pictură aplicată) și mai târziu Colegiul de Arte Industriale, studioul de pictură aplicată condus de profesorul Quido Fojtík. La sfârșitul anilor 1980 a studiat la Academia de Arte Frumoase Pietro Vannucci din Perugia, Italia. Din 1991 predă la VOŠUP SUPŠ caligrafie, desen figurativ, tehnologia picturii și anatomie. În prezent este directoarea Studioului de Pictură Aplicată de la VOŠUP SUPŠ. Pe lângă activitățile sale pedagogice, decorează instrumente muzicale și realizează picturi murale decorative.
La începutul activității sale artistice, la începutul anilor 1980 și 1990, a început să se concentreze asupra a două domenii: soarta femeilor văzută prin prisma maternității trăite, atât în picturi, cât și în desene și peisaje. Ciclul său Caiete de schițe rănite (în cehă Poraněný skicák), care în mare parte se află într-o colecție privată din Statele Unite ale Americii, combină mai multe tehnici, lucrând cu cerneluri, cerneluri indiene, pigmenți și coloranți naturali, pe care le supune unor intervenții distructive, zgârieturi, tăieri, șlefuiri și arderi. Culorile acestei perioade sunt, în pictura peisagistică, tratează subiectiv colțurile peisajului, iar motivul oglinzii este adesea repetat.
Expoziția din 1992 „U Řečických“ a prezentat o trecere de la problema maternității la figura feminină solitară în contexte existențiale, accentul mutându-se la un nivel simbolic mai general, lucrând cu teme ca elementele, meditația și yoga.
Pe la mijlocul anilor 1990, ea s-a împăcat cu experiența mării, culorile au devenit mai strălucitoare, mai variate, figurile împletite în mișcare au început să domine, sentimentul de separare și izolare a fost înlocuit de vitalitate și energie. La sfârșitul anilor 1990, ea s-a concentrat pe o jumătate de figură mai colectată și contemplativă. Treptat, subiectivitatea concretă a dispărut și a predominat o formă mai abstractă; experiența asociată cu moartea, o reflectare a situației tragice din viață, a început să fie proiectată în picturi. Direcția abstractă a lucrării s-a consacrat după începutul secolului și a dus la ciclul „Capete” (Nová síň, 2004)

## Expoziții

### Expoziții individuale
- 1990 Zámek Vlašim
- 1992 Praga, Galerie mladých „U Řečických“
- 1994 Praga, Galerie mladých „U Řečických“
- 1996 Praga, Galeria SUPŠ
- 1999 Praga, librăria „U Knihomola”
- 2003 Praga, internet café „Globe”
- 2004 Praga, Galerie Nová síň, Voršilská 3
- 2009 Praga, Carpe Diem
- 2012 Praga, 366 de zile, Galerie ABF, Václavské náměstí 31
- 2012 Praga, 25/50, Velká galerie Chodovské tvrze, Ledvinova 9

### Alte expoziții
- 1990 „INTROSPECTIVA CEHĂ”, Fundația Linhart, California
- 1991 Praga 4, Pavilionul Modrý
- 1992 XIV. Concorso di Pittura ad Acquerello, „SINAIDE GHI“, Roma
- 1994 Castelul Jemniště, împreună cu studenții
- 1994 „TOLERANȚĂ - INTOLERANȚĂ”, Altkirch, Franța
- 1995 Castelul Jemniště, împreună cu studenții
- 2011 Jičín, castelul „Pedagogové SUPŠ“
- 2011 Leeds, Marea Britanie, Universitatea din Leeds, Galeria Corridor

## Galerie de imagini

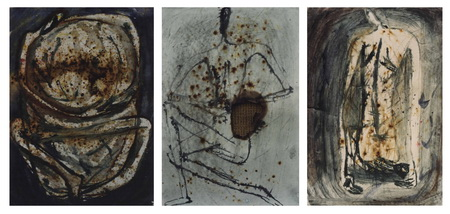
Caiete de schițe rănite, 1980-1990
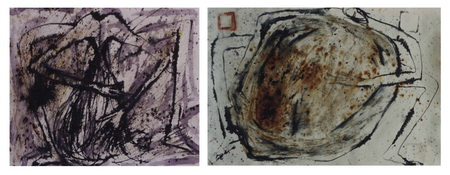
Caiete de schițe rănite, 1980-1999
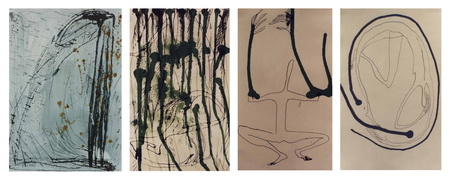
Caiete de schițe rănite, 1980-1999
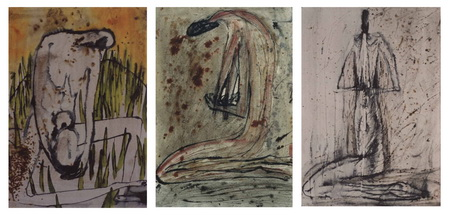
Caiete de schițe rănite, 1980-1999
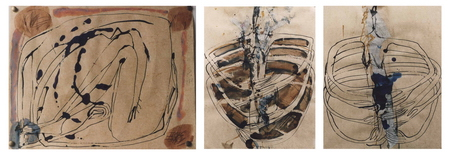
Caiete de schițe rănite, 1980-1999
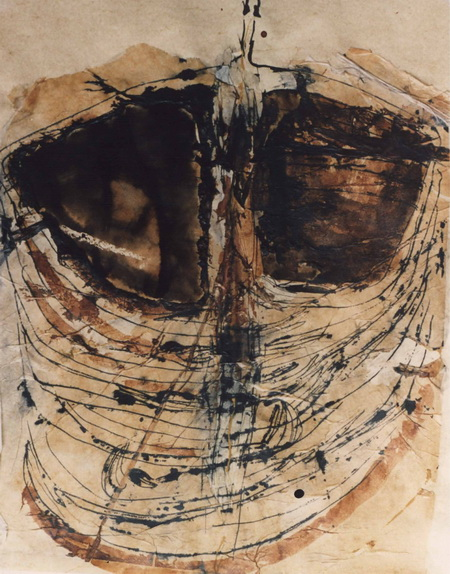
Caiete de schițe rănite, 1980-1999
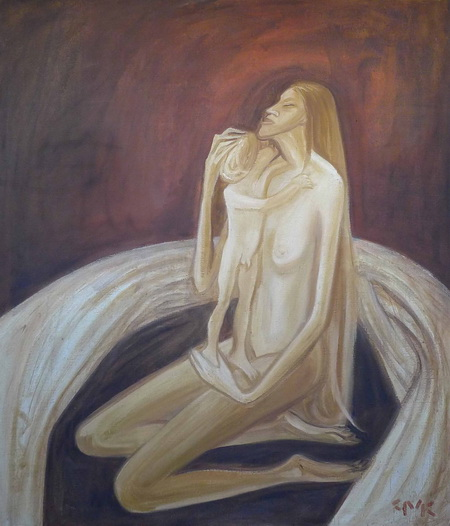
Cel mai dulce sărut, 1989
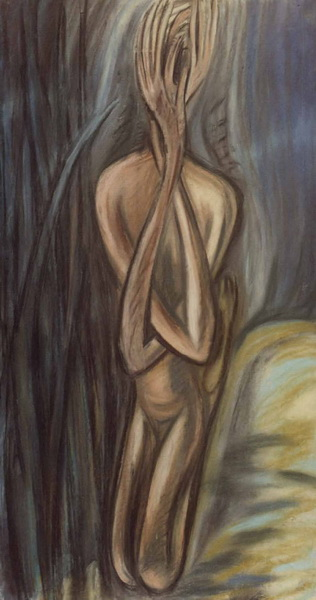
Ascunderea, 1989
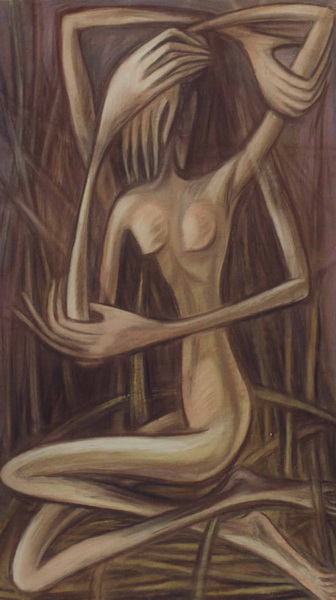
Printre spini, 1989
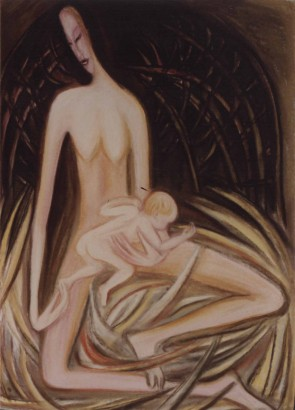
Printre spini, 1989
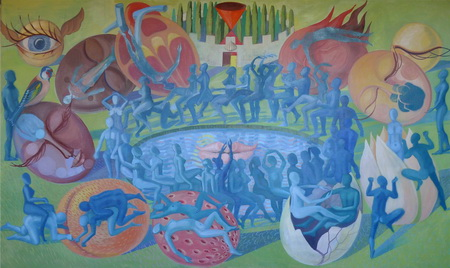
Grădina desfătărilor pământești, 2011
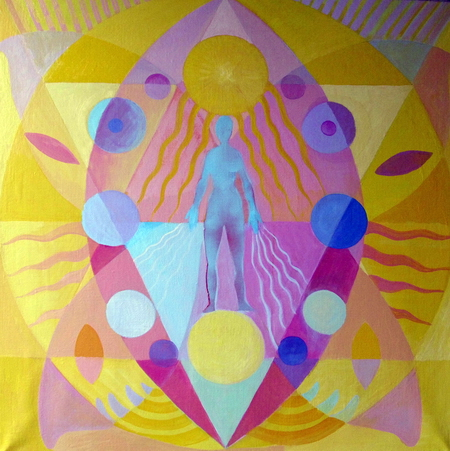
Vesica Piscis, 2012
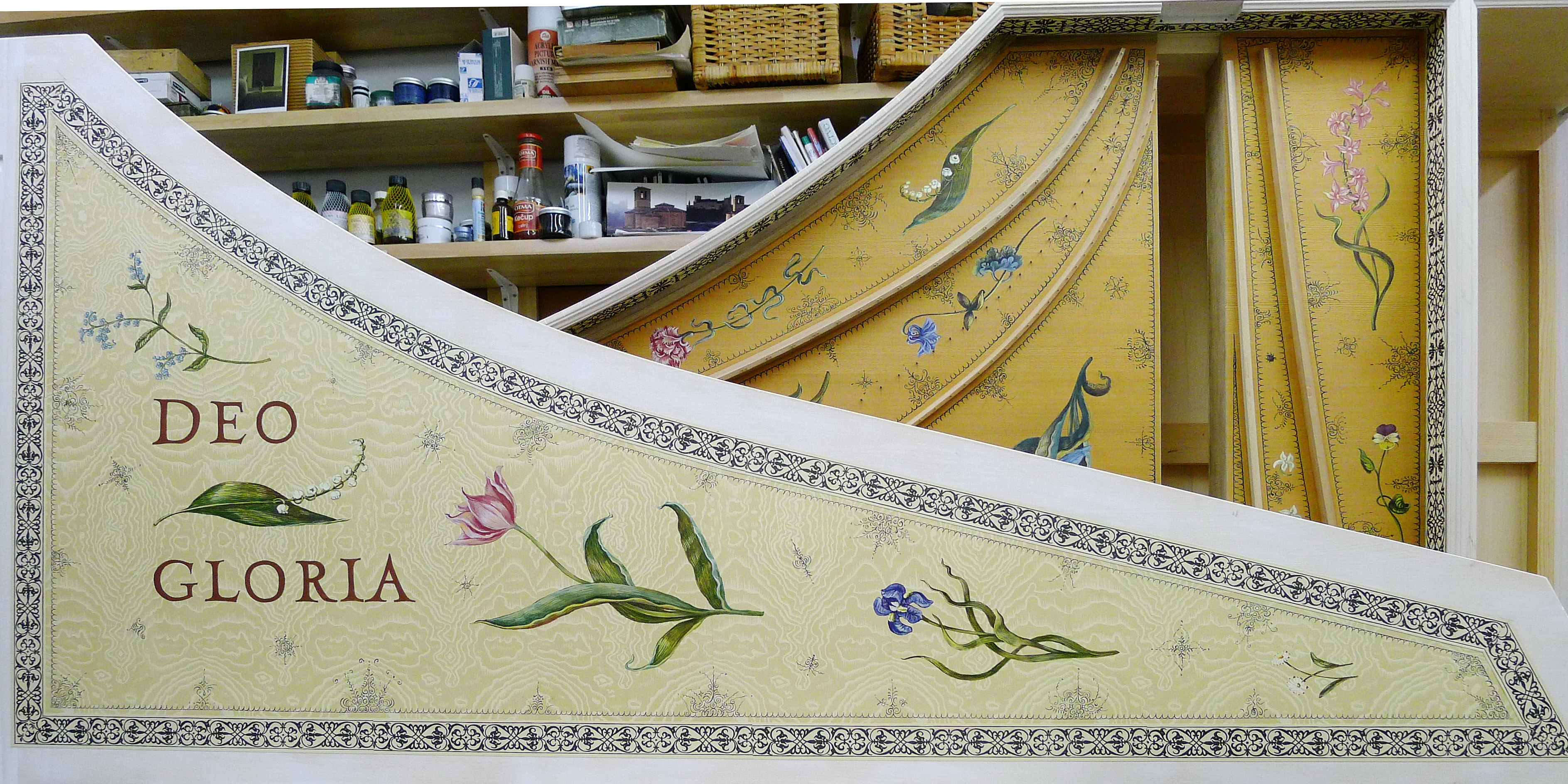
František Vyhnálek: tip clavecin flamand, decor: Miluše Poupětová
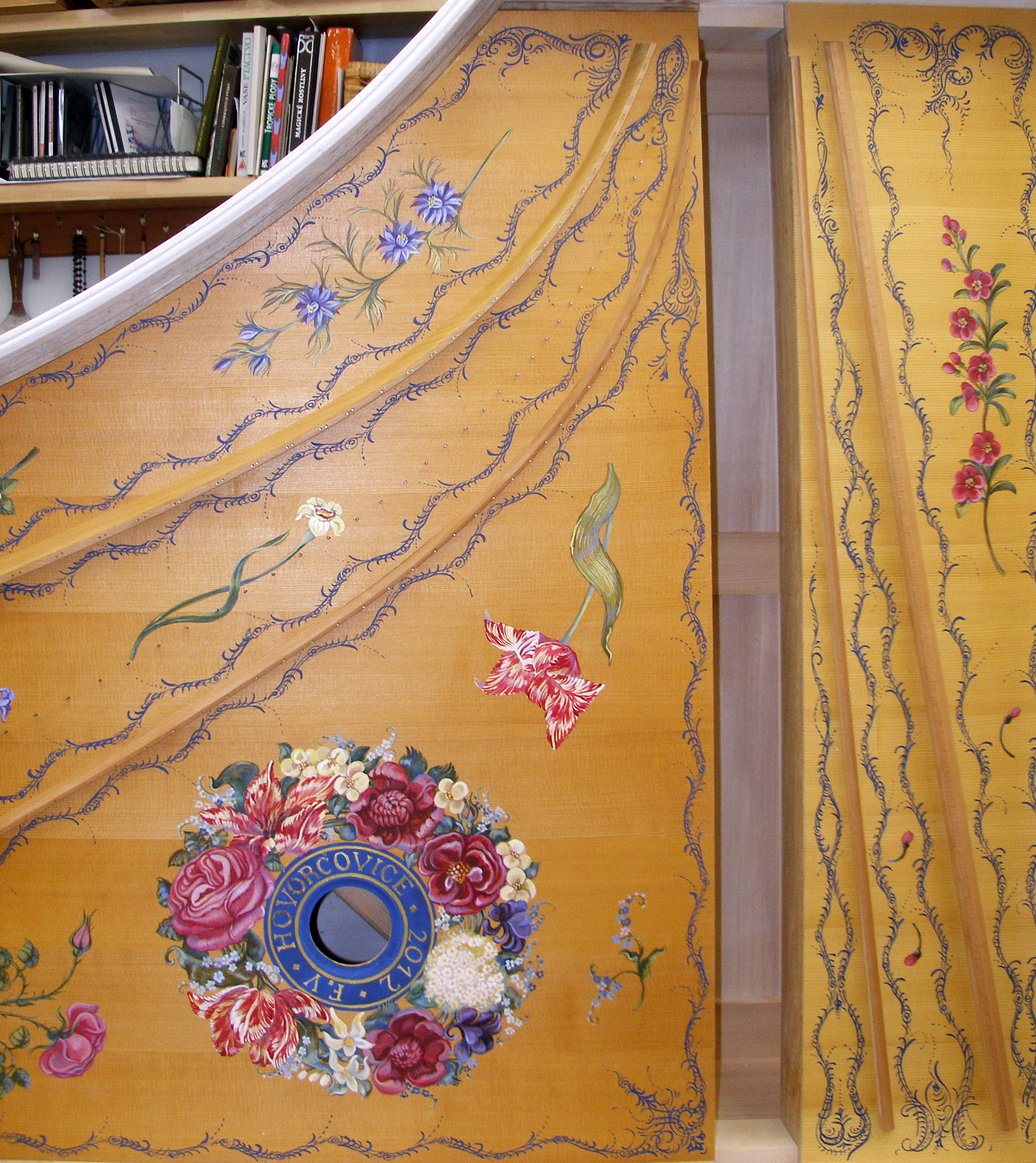
František Vyhnálek: tip clavecin francez, decor: Miluše Poupětová
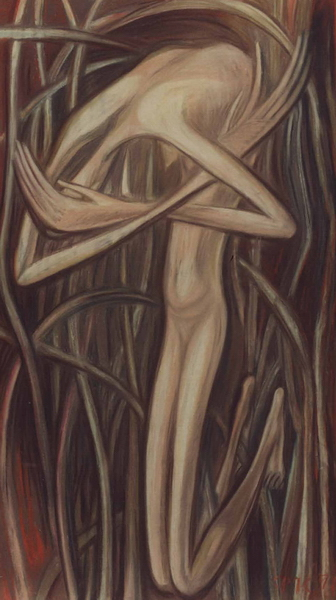
În Sine, 1990
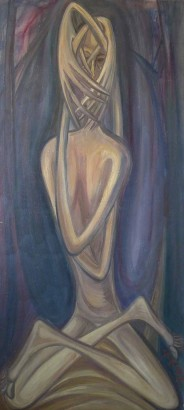
În Sine, 1990
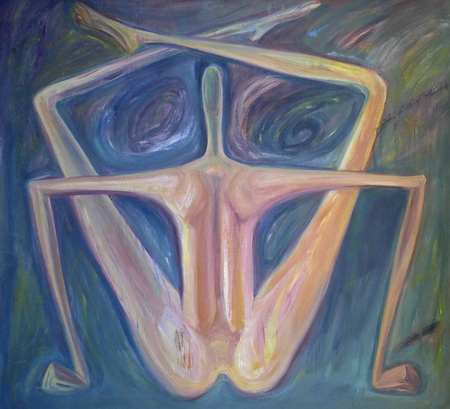
Marea, 1994
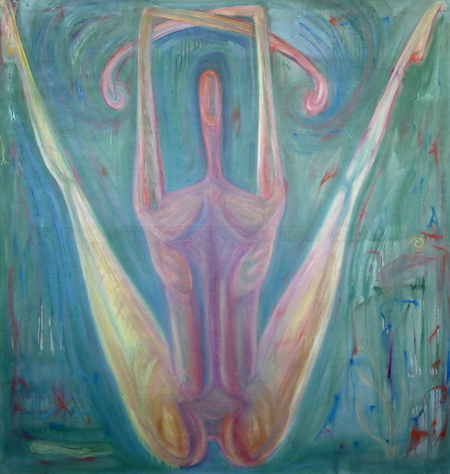
Marea, 1994
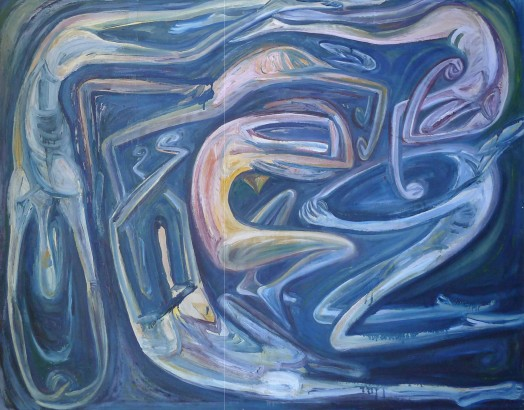
Marea dorințelor umane, 1994
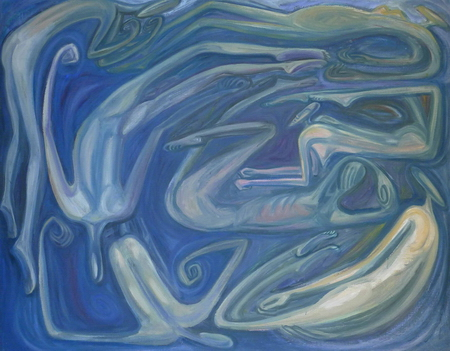
Marea dorințelor umane, 1994
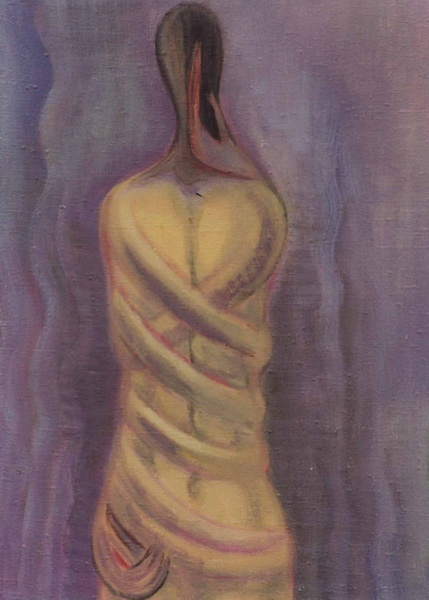
Tristețea mă învârte ca o iarbă amară, jumătate de figură, 1999
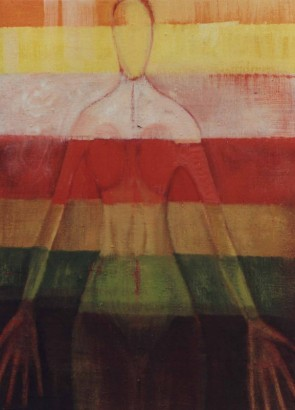
7 zile ale creației mele, jumătate de figură, 1999
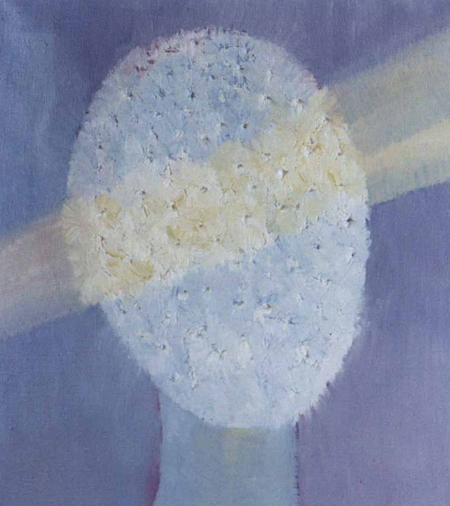
Capul, 2001-2004
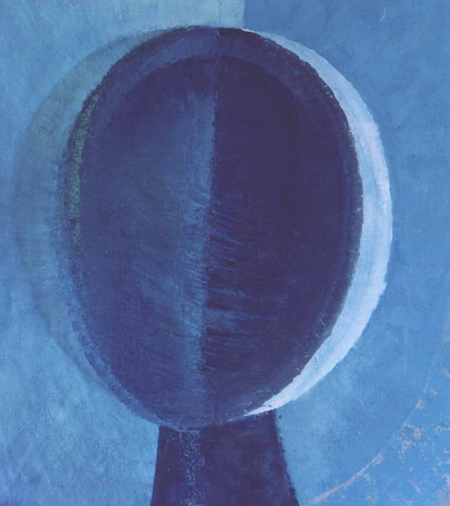
Capul, 2001-2004
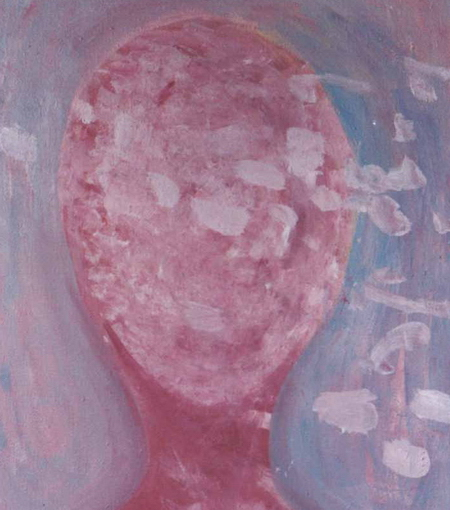
Capul, 2001-2004
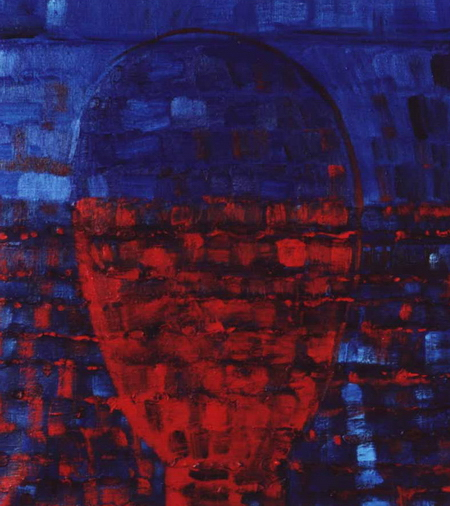
Capul, 2001-2004
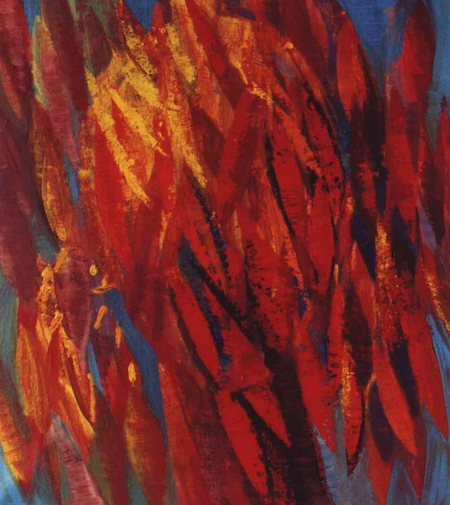
Capul, 2001-2004
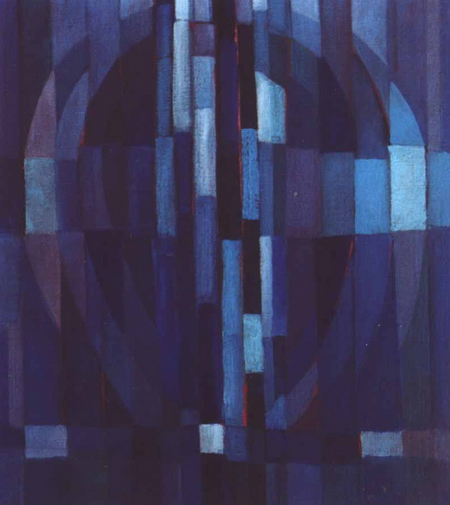
Capul, 2001-2004
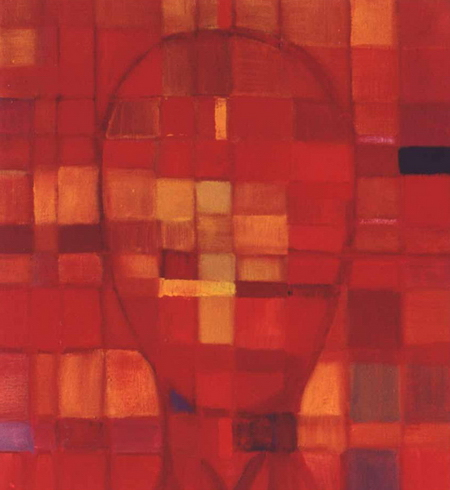
Capul, 2001-2004
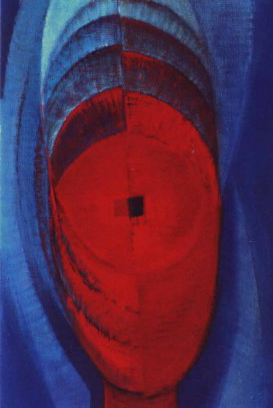
Capul, 2001-2004
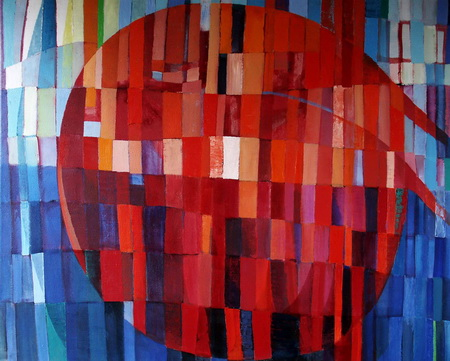
Punctul în care este inclus întregul timp / Paradis, 2008
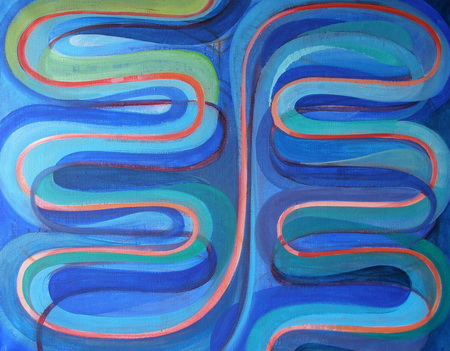
Curba istoriei, 2008
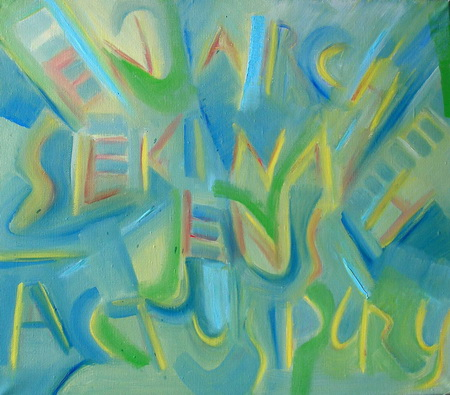
Sekinah, 2008
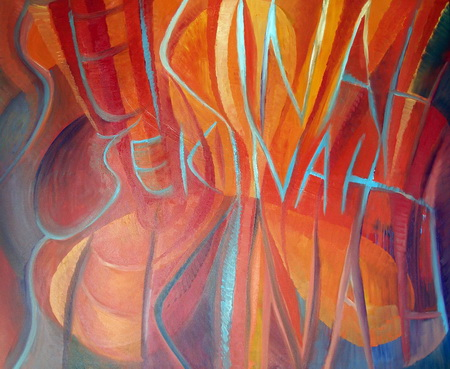
Sekinah, 2008
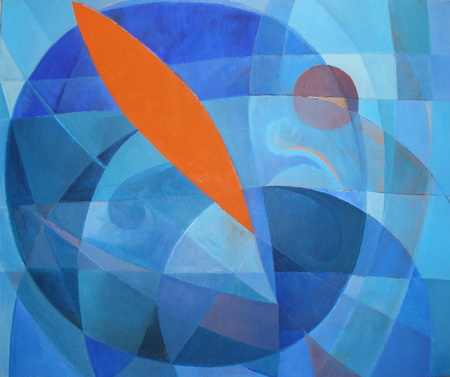
Cuvântul ca o sabie, 2008
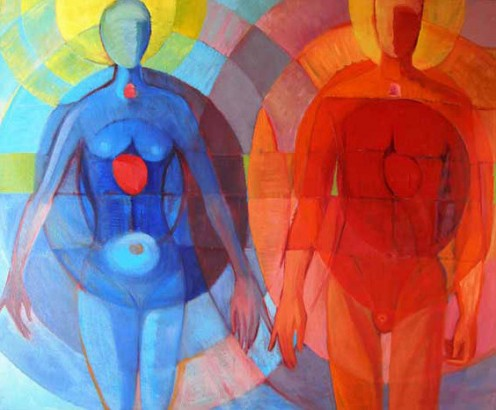
Adam și Eva, 2008
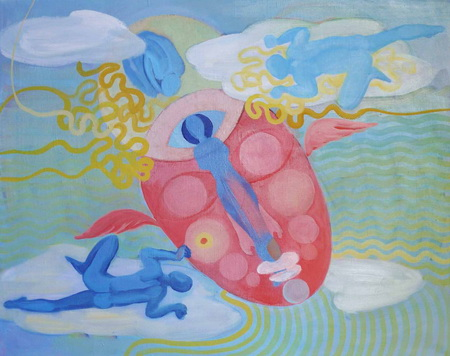
Cu aripi, 2011
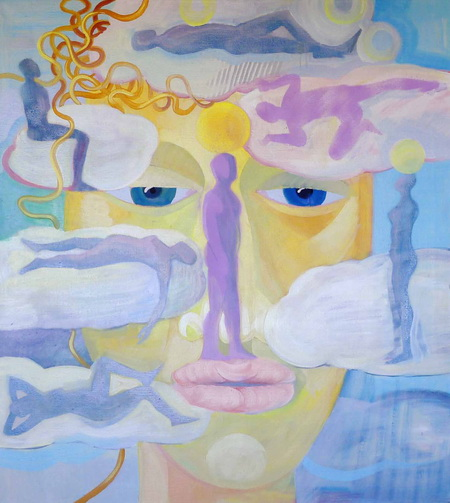
Pe cel mai înalt nor din cerul cel mai înalt, 2011
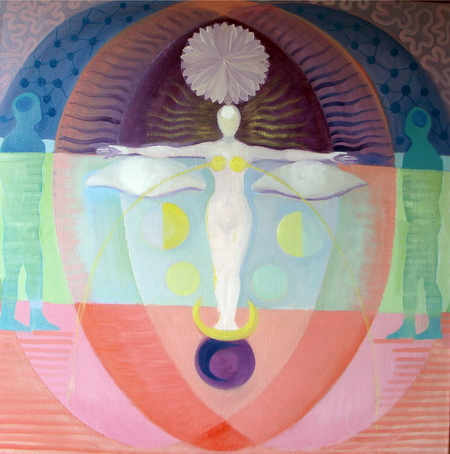
Simetric, 2011
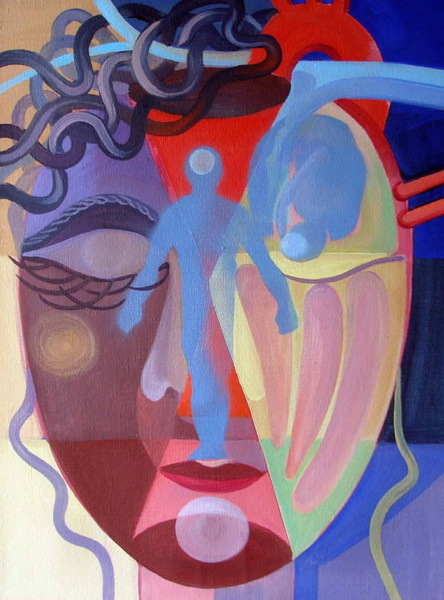
Trei în Unu, 2011
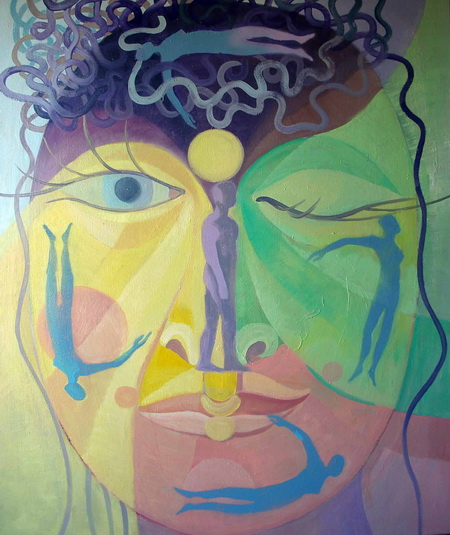
În Cerc, 2011
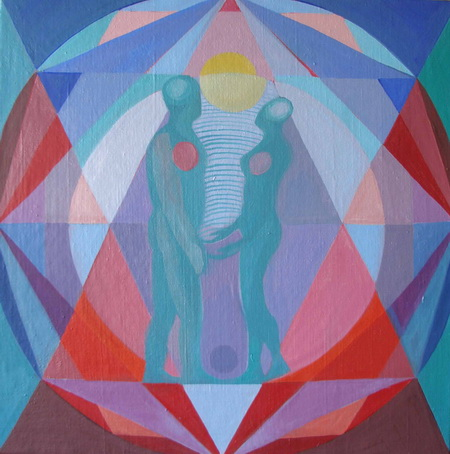
În Setul Posibilităților, 2011
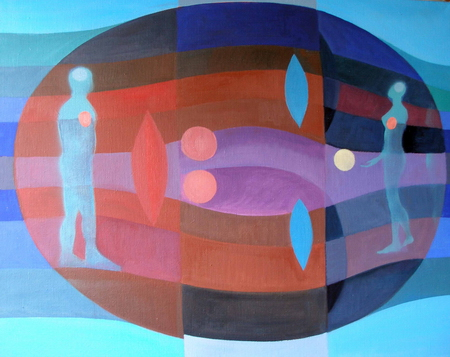
Eternul (suan), 2011
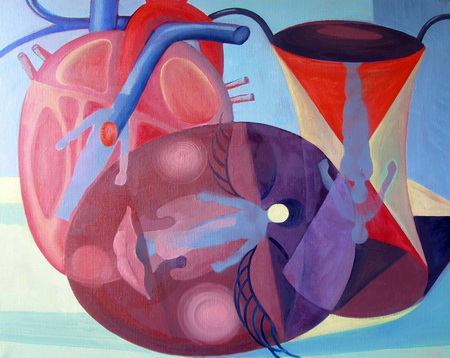
Natură moartă, 2011
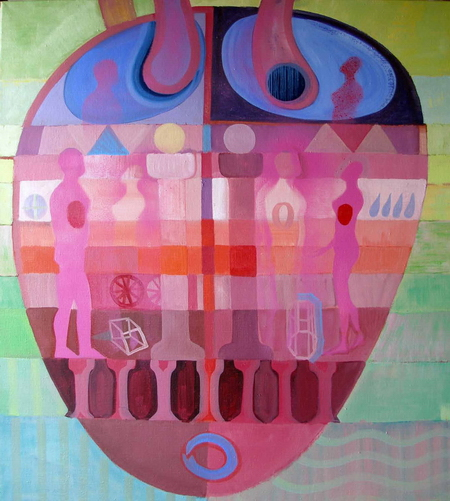
Inimă, 2011
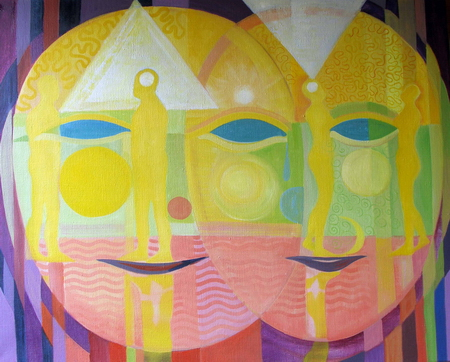
Un cuplu, 2011
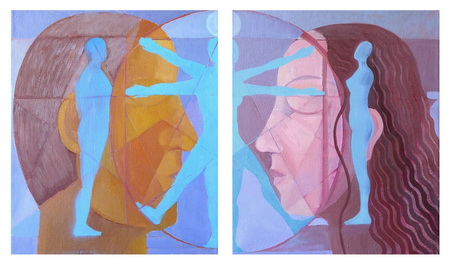
Geneza integrității, 2011
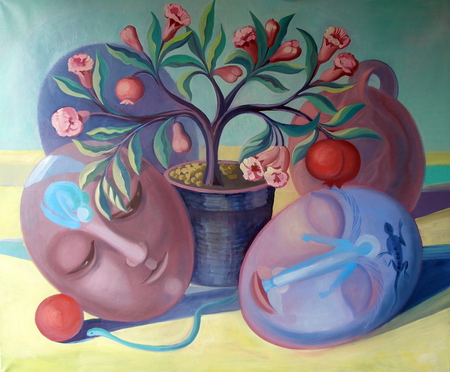
Adam și Eva, 2012
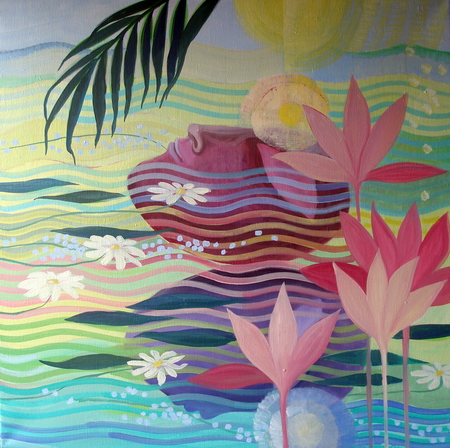
Ofelia, 2012
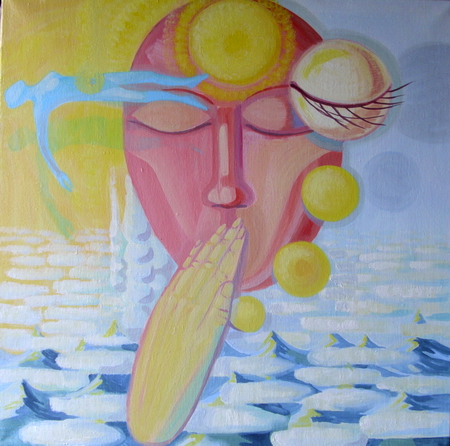
Silencio (Tăcere), 2012
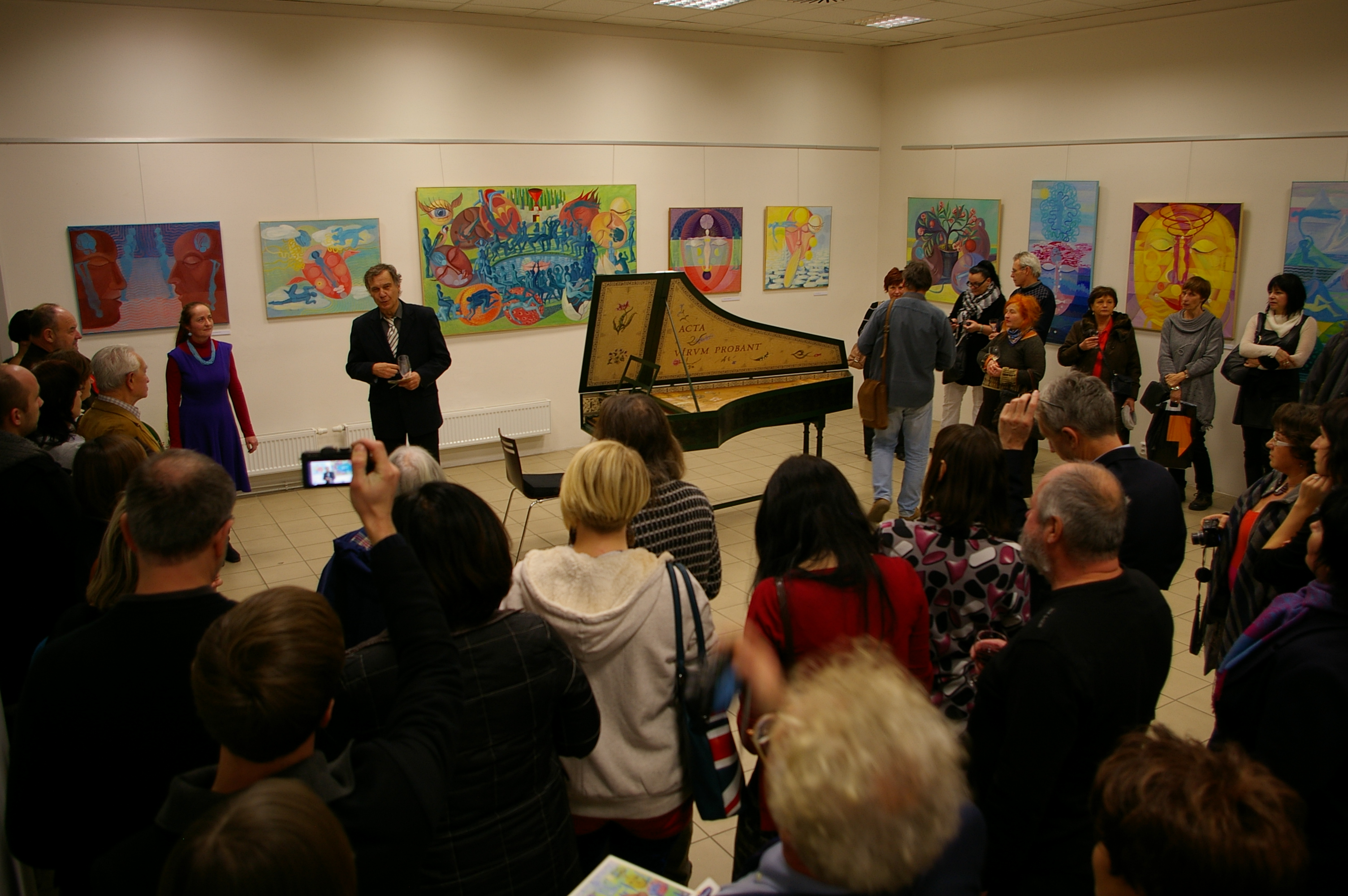
Expoziție 366 de zile, 2012
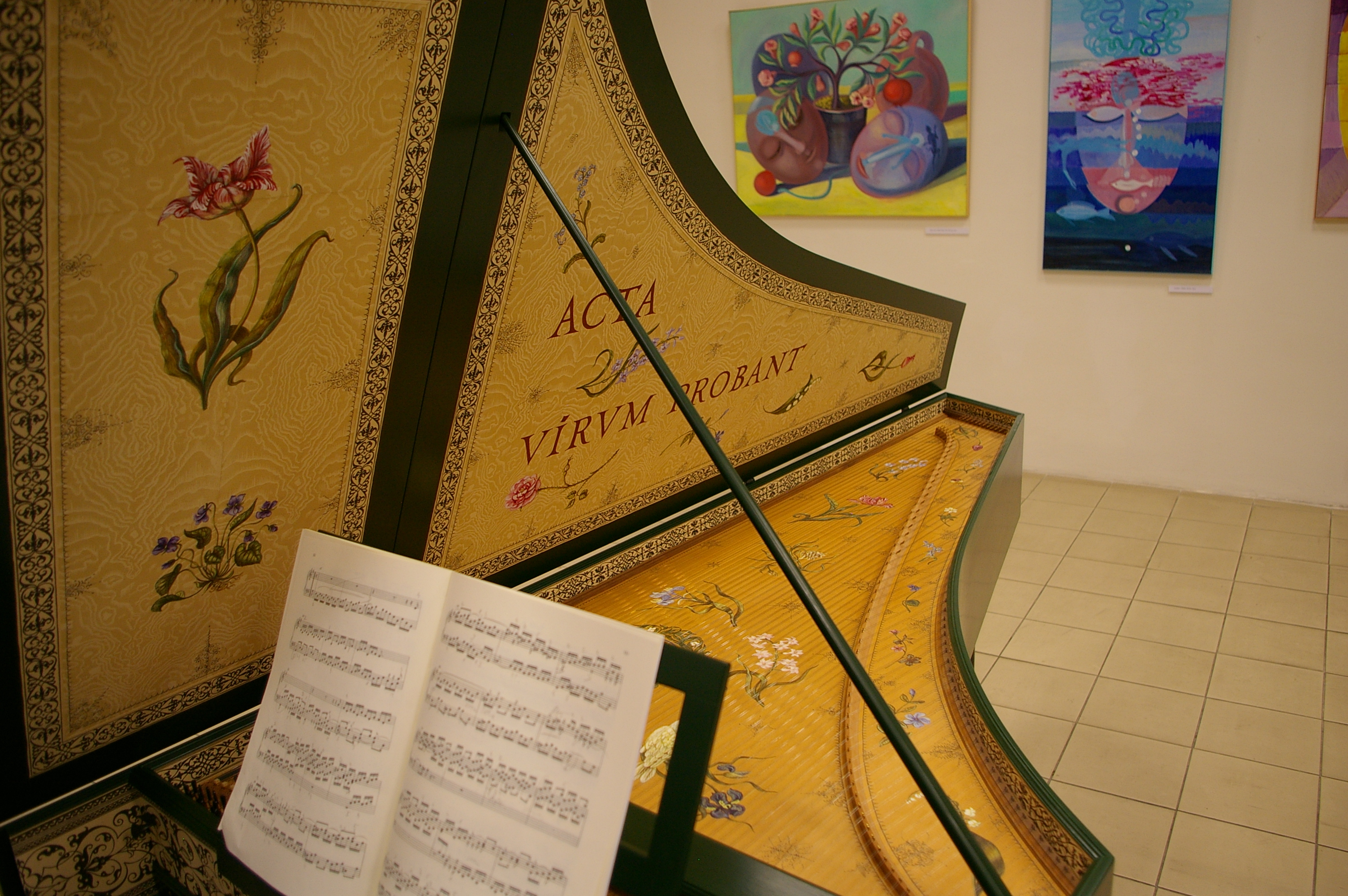
Clavecin, 366 de zile, 2012